# Antoni Rovira i Virgili
Antoni Rovira i Virgili (Tarragona, 1882 — Perpinhão, 1949) foi um jornalista e político espanhol catalanista, militante de Esquerra Republicana de Catalunya e Presidente do Parlamento da Catalunha de 1940 a 1949.